# 3804 Drunina
A 3804 Drunina (ideiglenes jelöléssel 1969 TB2) a Naprendszer kisbolygóövében található aszteroida. Ljudmila Ivanovna Csernih fedezte fel 1969. október 8-án.